# Heuaktion

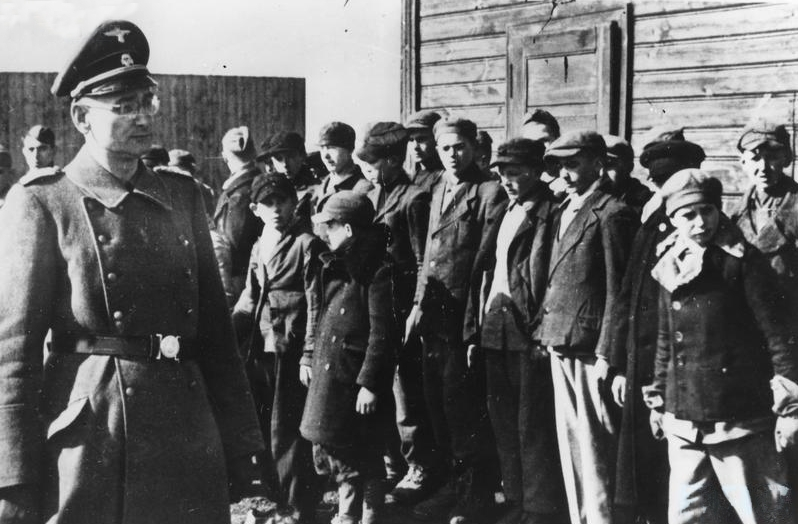
Appel au centre de détention pour mineurs de Litzmannstadt

Heuaktion est un mot allemand qui désigne la déportation systématique en 1944 d'enfants et de jeunes biélorusses pour les employer comme travailleurs forcés dans l'Allemagne nazie,.
Le mot Heu est un acronyme de heimatlos (sans patrie), elternlos (sans parents) et unterkunftslos (sans logis).

## Contexte
Lors de l'occupation allemande de la Biélorussie, les enfants et les jeunes sont considérés comme un risque particulier par l'occupant nazi : « Dans de nombreux cas, ce sont précisément les jeunes, et parmi eux plus précisément les filles qui sont les vecteurs actifs de l'idéal communiste et de l'esprit de lutte contre l'ordre allemand » estime un rapport de la Geheime Feldpolizei d'août 1942. Le 20 juin 1943 voit la création de l'Office de la jeunesse de Ruthénie blanche (de) (WJW), formé sur le modèle des Jeunesses hitlériennes (HJ), et subordonné au ministère des Territoires occupés de l'Est et au Reichsjugendführer (de) Artur Axmann. Le WJW compte entre 12 000 et 40 000 membres ; pour 1943, l'objectif est de recruter 20 000 garçons et 10 000 filles comme apprentis ou ouvriers non qualifiés pour le Reich allemand. Avant le début de la Heuaktion, jusqu'à 6 000 jeunes ont été déportés en Allemagne, la plupart dans les usines Junkers à Dessau et de Crimmitschau. Lors de leur transport, ces jeunes sont officiellement qualifiés de « volontaires ».

## Déroulement
À partir de mars 1944, les autorités allemandes recrutent des jeunes de force, une opération conjointement menée par le ministère du Reich aux Territoires occupés de l'Est d'Alfred Rosenberg et le groupe d'armées Centre. Pour l'administration allemande, les enfants et les jeunes errants et sans abri sont de potentiels espions. L'enseignement scolaire n'existe généralement plus, car les troupes allemandes prenaient leurs quartiers dans les bâtiments scolaires.
Le but de la Heuaktion est de déplacer 30 000 à 50 000 jeunes entre dix et quatorze ans. Leurs parents sont pour la plupart déjà contraints au travail forcé. Pour la propagande allemande, la Heuaktion doit être présentée comme « une mesure de soins du Reich pour les enfants de Ruthénie blanche » et comme « la protection contre les bandits » ; les objectifs politiques sont « d'éviter de renforcer directement la puissance militaire ennemie » et « sur le long terme de réduire sa puissance biologique ». Après une hésitation initiale, Alfred Rosenberg donne son accord en juin 1944. Les jeunes doivent être formés durant deux ans par l'Organisation Todt. Environ 5500 garçons et 1200 filles âgés de moins de 15 ans sont forcés de travailler, principalement pour l'industrie de l'armement, notamment dans les usines Junkers qui emploient environ 4 000 enfants et jeunes.
La libération du territoire soviétique met un terme à la Heuaktion, stoppée au mois d'octobre. Parallèlement à cette action, des jeunes de 15 à 20 ans ont également été recrutés pour servir dans l'armée de l'air, une opération menée par la Dienststelle Hauptbannführer Nickel. Selon diverses estimations, entre 4 000 et 21 000 jeunes sont recrutés en Biélorussie, une partie d'entre eux de force, principalement pour servir comme Flakhelfer.
Après la guerre, la Heuaktion est abordée au procès de Nuremberg. Alfred Rosenberg est entre autres condamné à mort pour le rôle qu'il y a joué. Au procès des Ministères, Gottlob Berger est condamné à 25 ans de prison pour crimes de guerre : agent de liaison de Himmler, il a joué un rôle décisif dans sa planification.